# Silvia Sperl
Silvia Sperl est une joueuse de volley-ball et de beach-volley allemande, née le 2 octobre 1991 à Siegen. Elle mesure 1,78 m et joue au poste de réceptionneuse-attaquante. 

## Clubs
| Club                  | De        | À         |
| --------------------- | --------- | --------- |
| TV Salchendorf        |           | 2006-2007 |
| Iserlohn Panthers     | 2007-2008 | 2008-2009 |
| VC Olympia Dresden    | 2009-2010 | 2010-2011 |
| Dresdner SC           | 2011-2012 | 2011-2012 |
| VfB Suhl              | 2012-2013 | 2012-2013 |
| Rote Raben Vilsbiburg | 2013-2014 | 2013-2014 |

## Palmarès
- Coupe d'Allemagne
  - Vainqueur : 2014.
- Championnat d'Allemagne
  - Finaliste : 2014.